# Roma contro Roma
Roma contro Roma è un film del 1964 diretto da Giuseppe Vari.